# 加丰站
加丰站（：／ Gapung yeok */?）曾为韩国铁路京釜线上的一个车站，位于沃川站和伊院站之间，目前已废止。

## 历史
- 1967年5月1日：开始使用。
- 1974年12月5日：停用本站。